# Lozzolo
Lozzolo (piemontiul: Lòso) település Olaszországban, Vercelli megyében. Lakosainak száma 772 fő (2023. január 1.). Lozzolo Roasio, Sostegno, Gattinara, Serravalle Sesia és Villa del Bosco községekkel határos.

## Népesség
A település népességének változása:
| Lakosok száma | 829  | 821  | 772  |
|               | 2017 | 2018 | 2023 |